# Ole-Johan Dahl
Ole-Johan Dahl (født 12. oktober 1931 i Mandal, død 29. juni 2002) var Norges første professor i datalogi. Han udviklede sammen med Kristen Nygaard programmeringssproget Simula, og han regnes derfor for en af den objektorienterede programmerings fædre.

## Priser
- 2000 blev Ole-Johan Dahl kommandør af Sankt Olavs Orden sammen med Kristen Nygaard
- 2001 modtog de to John von Neumann-medaljen
- 2002 blev Dahl og Nygaard tildelt Turingprisen, som regnes for datalogiens nobelpris